# Онуфрий (епископ Черниговский)
Онуфрий (ум. не ранее 1147) — епископ Черниговский (в составе Киевской митрополии Константинопольской православной церкви). 
О его мирской жизни сведений практически не сохранилось. Онуфрий был посвящен в епископы в 1143 году митрополитом Киевским и всея Руси Михаилом Вторым, когда Черниговским княжеством владели Владимир и Изяслав  Давидовичи. 
С 1145 года отец Онуфрий управлял делами митрополии, так как Михаил, тяготясь междоусобиями князей, удалился от дел. Онуфрий отличался твердым и решительным характером в своих отношениях к князьям. 27 июля 1147 года, когда на митрополичью кафедру был посвящен, по настоянию великого князя Изяслава, затворник Климент Смолятич, Онуфрий сложил с себя обязанности по управлению митрополией. Отец Онуфрий же был в числе шести русских епископов, посвятивших Климента, первенствуя между ними.
Сошлись епископы: Онуфрий черниговский, Федор белогородский, Евфимий переяславский, Демьян юрьевский, Федор владимирский, Нифонт новгородский, Мануйло смоленский. Они сказали: «нет того в законе, чтобы епископам ставить митрополита без патриарха, но ставит митрополита патриарх; а мы не будем ни кланяться тебе, ни служить с тобою, потому что ты не брал благословения в храме у св. Софии от Патриарха. Если ты поправишь дело, испросишь благословение у патриарха, то мы тебе поклонимся. Мы взяли записку от митрополита Михаила в том, что нам не следует в храме св. Софии служить без митрополита». Митрополит сердился за то на епископов. Черниговский епископ Онуфрий сказал: «а я знаю, что мы имеем право поставить митрополита: у нас есть голова святого Климента, а ведь греки ставят рукою святого Иоанна». Епископы согласились с этим и главою святого Климента поставили митрополита